# Єжево (Плонський повіт)
Єжево (пол. Jeżewo) — село в Польщі, у гміні Плонськ Плонського повіту Мазовецького воєводства.
Населення — 225 осіб (2011).
У 1975-1998 роках село належало до Цехановського воєводства.

## Демографія
Демографічна структура станом на 31 березня 2011 року:
|          | Загалом | Допрацездатний вік | Працездатний вік | Постпрацездатний вік |
| -------- | ------- | ------------------ | ---------------- | -------------------- |
| Чоловіки | 100     | 26                 | 60               | 14                   |
| Жінки    | 125     | 33                 | 65               | 27                   |
| Разом    | 225     | 59                 | 125              | 41                   |